# 英雄圣战
《英雄圣战》是一款由Sun电子制作和发行的角色扮演类游戏。本游戏于1993年3月5日在日本地区超级任天堂发行。
英雄圣战是一款具有战略类元素角色扮演类游戏。玩家需要在幻想的环境中与怪兽和其他敌人进行战斗。